# Panteón de San Fernando
El Panteón o Cementerio de San Fernando es uno de los recintos sepulcrales más antiguos de la Ciudad de México que se conserva hasta nuestros días. Es uno de los ejemplos más representativos de la arquitectura y arte funerarios del siglo XIX en México, y funcionó entre  1832 y 1872. Es el destino final de los restos de varios de los personajes destacados de la historia mexicana del siglo XIX, entre los cuales se encuentran los restos de los presidentes Benito Juárez y Miguel Miramón (enviados posteriormente a la Catedral de Puebla), y los del general Ignacio Zaragoza, entre muchos otros.

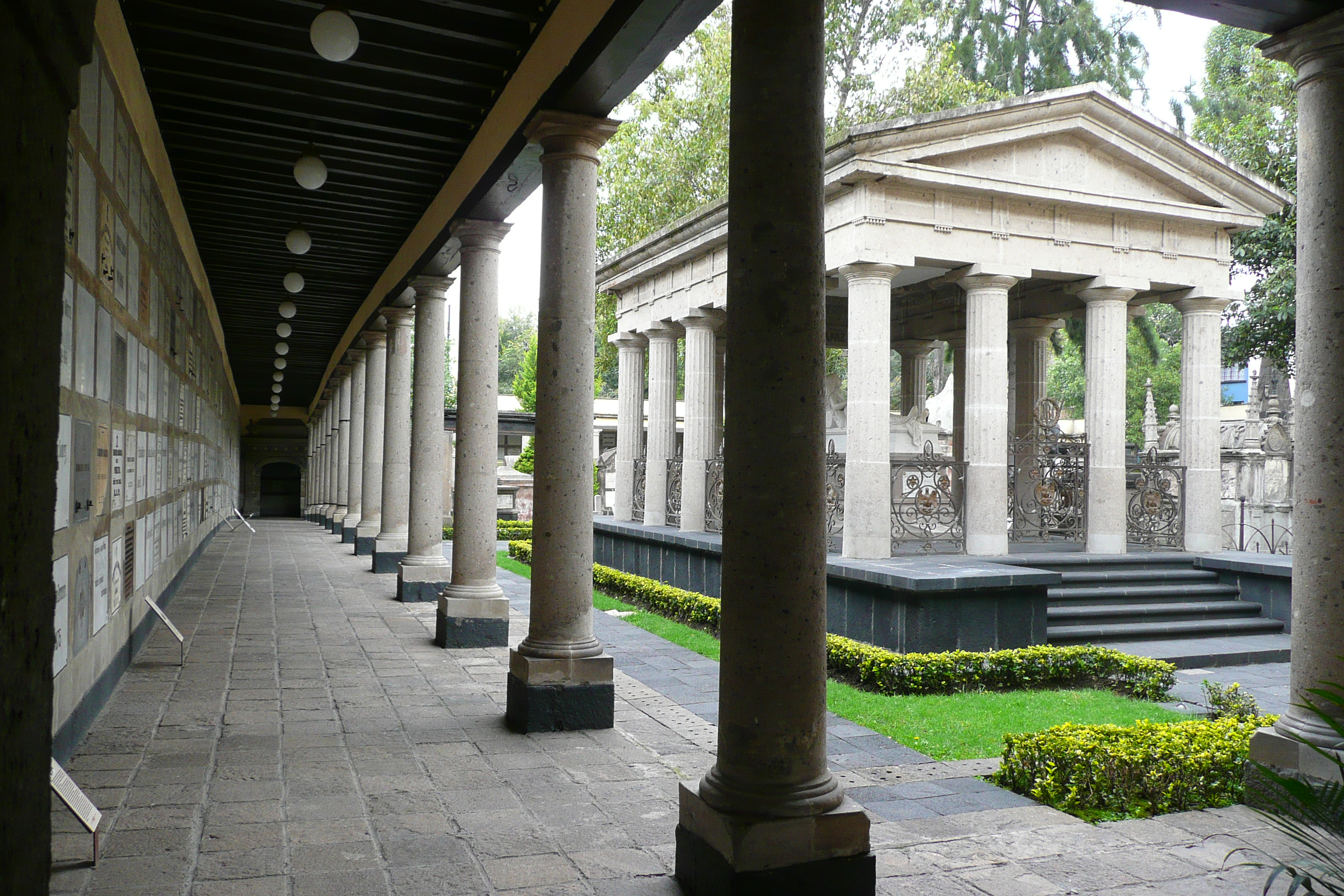
Vista de uno de los pasillos con nichos del panteón de San Fernando y de la tumba del presidente Benito Juárez.

## Historia del panteón

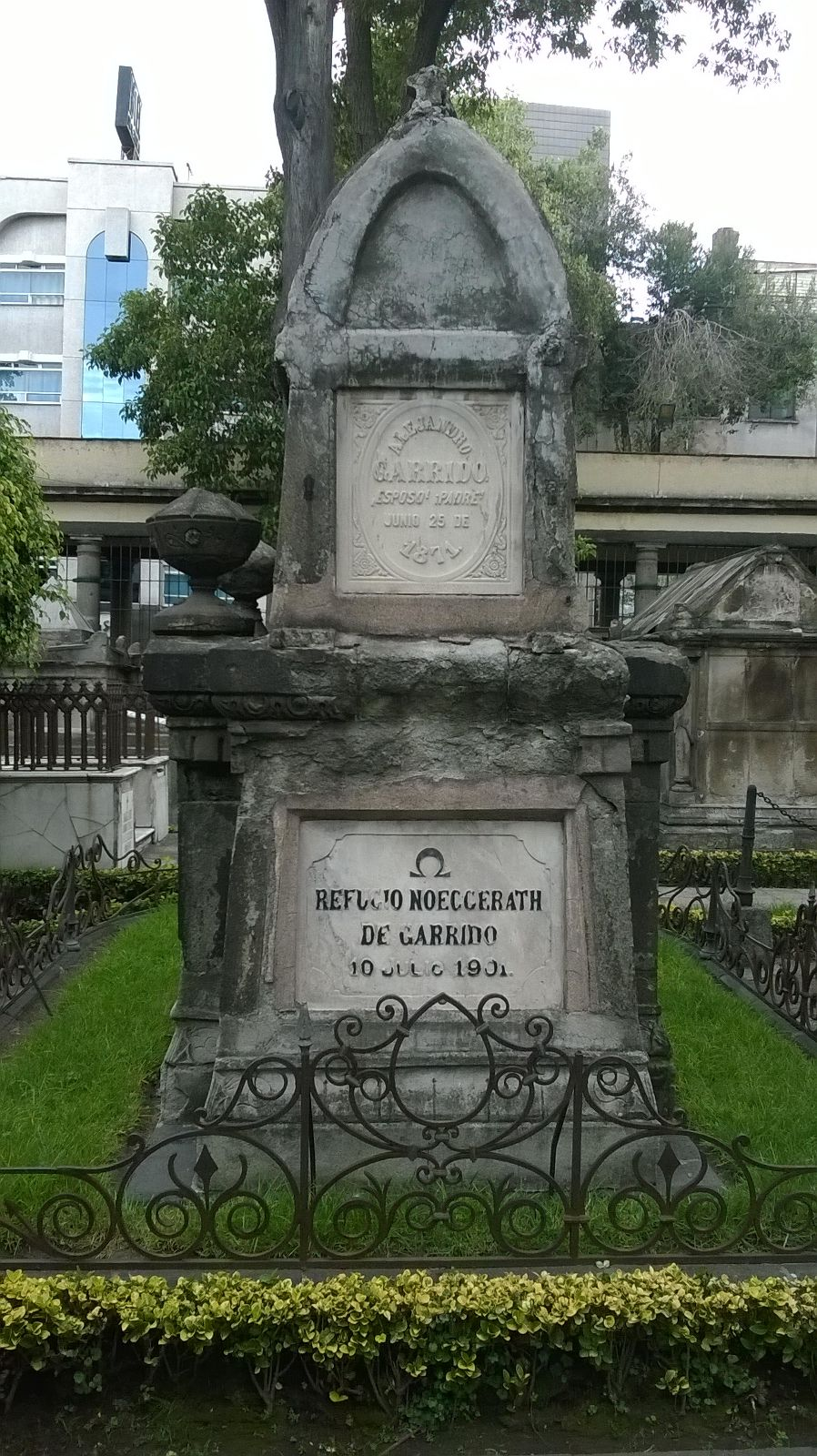
Sepulcro neogótico en el panteón.

Durante la época virreinal en México, la gente tenía la costumbre de ser enterrada en el interior de los templos, pues se creía era esa la mejor manera de resucitar y llegar al cielo después del Juicio Final. Las personas con mayores recursos económicos, benefactores de la iglesia y gente con gran linaje y puestos públicos, eran enterradas más cerca del altar mayor. Mientras menos dinero tenía el difunto, su lugar dentro de la iglesia se alejaba poco a poco del presbiterio. En la Iglesia de San Fernando, junto al altar mayor, están sepultados los virreyes Matías de Gálvez y Gallardo (1784) y Bernardo de Gálvez (1786), padre e hijo, quienes ordenaron la construcción del Castillo de Chapultepec, entre otras obras.
Durante muchos años, era común que los muertos fueran sepultados dentro de las iglesias, detrás de los muros o debajo del suelo, apenas cubiertos con tablas de madera y casi al nivel de la superficie, lo que producía muy malos olores y espectáculos muy desagradables para los visitantes de templo. Sin embargo, una costumbre tan arraigada como esa era muy difícil de suprimir entre la sociedad. A fines del siglo XVIII, el arzobispo de México, don Alonso Núñez de Haro y Peralta, manifiesta la necesidad de que se dejen de hacer sepulturas dentro de los templos para evitar contagios y enfermedades, y que de ahí en adelante, los difuntos debían ser enterrados en cementerios ubicados en lugares elevados, alejados de las casas y con buena ventilación. El primer cementerio utilizado de esta manera se abrió al público en ocasión de una epidemia de viruela; fue el de Santa Paula, ubicado en el antiguo atrio de Santa María La Redonda, en la zona que actualmente ocupa el Metro Garibaldi y las avenidas Paseo de la Reforma Norte y Eje Central y fue el Panteón Civil más grande de la Ciudad de México hasta su cierre en 1971.
En el Colegio Apostólico de San Fernando, de misioneros franciscanos de Propaganda Fide, poco a poco se fue evitando la sepultura de cadáveres dentro de la iglesia y se comenzó a utilizar el espacio del atrio frente a la puerta. Este cementerio atrial fue utilizado ampliamente durante más de medio siglo, y las tumbas ahí localizadas no tenían nombres ni fechas; eran simplemente, lápidas anónimas. En un principio, los únicos con derecho a ser sepultados en el panteón fueron frailes fernandinos, benefactores de la iglesia y personas de altos recursos económicos. El uso del panteón atrial de San Fernando en esos años aún era esporádico, por lo que el panteón tuvo una extensión muy reducida.
Hacia 1832 se comenzó la construcción del actual Panteón de San Fernando, mediante la gestión del síndico del convento, don Ignacio Cortina Chávez, y gracias a los cobros que ya se realizaban. Al ser el Panteón de San Fernando el más caro de la ciudad, rápidamente pudo financiar su construcción. En 1833, el general Antonio López de Santa Anna decretó que todos los cementerios privados de la ciudad debían ser abiertos al público en general, debido a la fuerte epidemia de cólera que azotó a la población. A partir de entonces, San Fernando inició sus servicios como panteón público, aunque se prohibió aquí el entierro de enfermos del cólera.
Durante las siguientes dos décadas, la fama del Panteón de San Fernando fue subiendo. Como era un cementerio pequeño, limpio y ordenado, pronto fue escogido por las familias de clase alta como el sitio adecuado para su sepultura. Debido a esto, los precios de los servicios fúnebres en San Fernando fueron subiendo, y en pocos años, solo la gente más rica y poderosa de la sociedad podía pagar su inhumación en este lugar. Es por esto que en San Fernando podemos observar las tumbas de políticos, militares, gobernantes y personalidades de la sociedad del siglo XIX. La mejor época de San Fernando estuvo entre 1850, cuando otra epidemia de cólera incrementó los entierros en el panteón, y 1870, época en que ya existían otros panteones en distintos puntos de la ciudad, como los de Campo Florido, Los Ángeles, La Piedad y San Antonio de las Huertas, cementerios todos desaparecidos en la actualidad.
El Panteón de San Fernando había sido propiedad de los frailes fernandinos, quienes se encargaban de realizar los entierros, las misas, los altos cobros y de mantener limpio y en orden al pequeño panteón. Su fama fue mucha entre la sociedad de la Ciudad de México. Sin embargo, el 31 de julio de 1859, el gobierno liberal de Juárez expidió una de sus leyes de Reforma: la de la secularización de los cementerios, mediante la cual todos los panteones del clero pasaban a ser propiedad del gobierno. Esta ley se pudo aplicar hasta 1860, cuando terminó la guerra de Reforma y el gobierno de Juárez entró a la ciudad.
A partir de entonces, el ayuntamiento administró este panteón, y al ver que ya se encontraban aquí enterrados grandes personajes ilustres, el gobierno lo declaró Panteón de Hombres Ilustres. Desde ese año, otros grandes héroes y políticos fueron enterrados en San Fernando, como Melchor Ocampo, Miguel Lerdo de Tejada, Ignacio Comonfort e Ignacio Zaragoza. San Fernando fue el primer panteón de hombres ilustres que hubo en toda la Ciudad de México. 
Con el tiempo, San Fernando se encontraba prácticamente a la mitad de su capacidad, y se pensaba en ampliarlo, cuando un decreto del presidente Juárez ordenó la clausura de todos los cementerios que se hallaran dentro de los límites de la ciudad. Esto con la finalidad de sacarlos a las poblaciones cercanas, como sucedió con el Panteón Civil de Dolores en los rumbos de Chapultepec y Tacubaya. En 1872 se reabrió el panteón para el último entierro registrado, sucedió en 1872, precisamente cuando el presidente Benito Juárez fue sepultado en este sitio.
Después que el presidente Sebastián Lerdo de Tejada ordenó la construcción de la Rotonda de los Hombres Ilustres en el Panteón Civil de Dolores, San Fernando quedó cerrado y su finalidad era solo la de conservar los restos de las personas ilustres ya enterradas ahí; así permaneció durante el porfiriato, hasta que en 1900 se planeó su destrucción para construir un monumental "Panteón Nacional", a espaldas de él, en la actual calle de Héroes, que tomó su nombre de este proyecto. Parecía que el Panteón Nacional sería terminado con éxito, pero el estallido de la Revolución Mexicana y una mala cimentación de la cripta central impidieron que fuera construido en su totalidad. San Fernando perdió algunos muros por esta obra, pero sobrevivió al pasar los tiempos de caos en el país.
En 1935, el Panteón de San Fernando fue declarado monumento histórico por el Instituto Nacional de Antropología e Historia, y en 1968 recibió una magna restauración en ocasión de los Juegos Olímpicos celebrados en México. Durante los años setenta y ochenta, el panteón sufrió diversas modificaciones ligeras, por la celebración de los centenarios luctuosos de Juárez y de Francisco Zarco, así como por el terremoto de 1985. Para 1997, con el cambio de régimen político en el Distrito Federal, se puso bajo la administración Del Gobierno Del Distrito Federal, que el 31 de mayo de 2006 lo transformó en un museo de sitio, bajo la tutela de La Secretaría De Cultura Del Distrito Federal.
Con los sismos ocurridos en septiembre de 2017 se tuvo que cerrar las puertas del panteón debido a los daños en el templo de San Fernando, por lo cual se espera que nuevamente tenga una remodelación.

## Restos mortales
Para dar cuenta de la fama e importancia que tuvo este panteón en el siglo XIX, la siguiente es una lista de personajes históricos sepultados aquí. Algunos de ellos (indicados con un *) ya se trasladaron a otros sitios, y otros aún permanecen en este pequeño panteón. Los difuntos marcados con una “?” no se sabe cuál es su tumba o si aún se encuentran sepultados en San Fernando.

### Políticos

#### Presidentes de la República
- Miguel Miramón (1859-1860)[nota 1]
- Benito Juárez García (1806-1872)
- Manuel María Lombardini (1853)

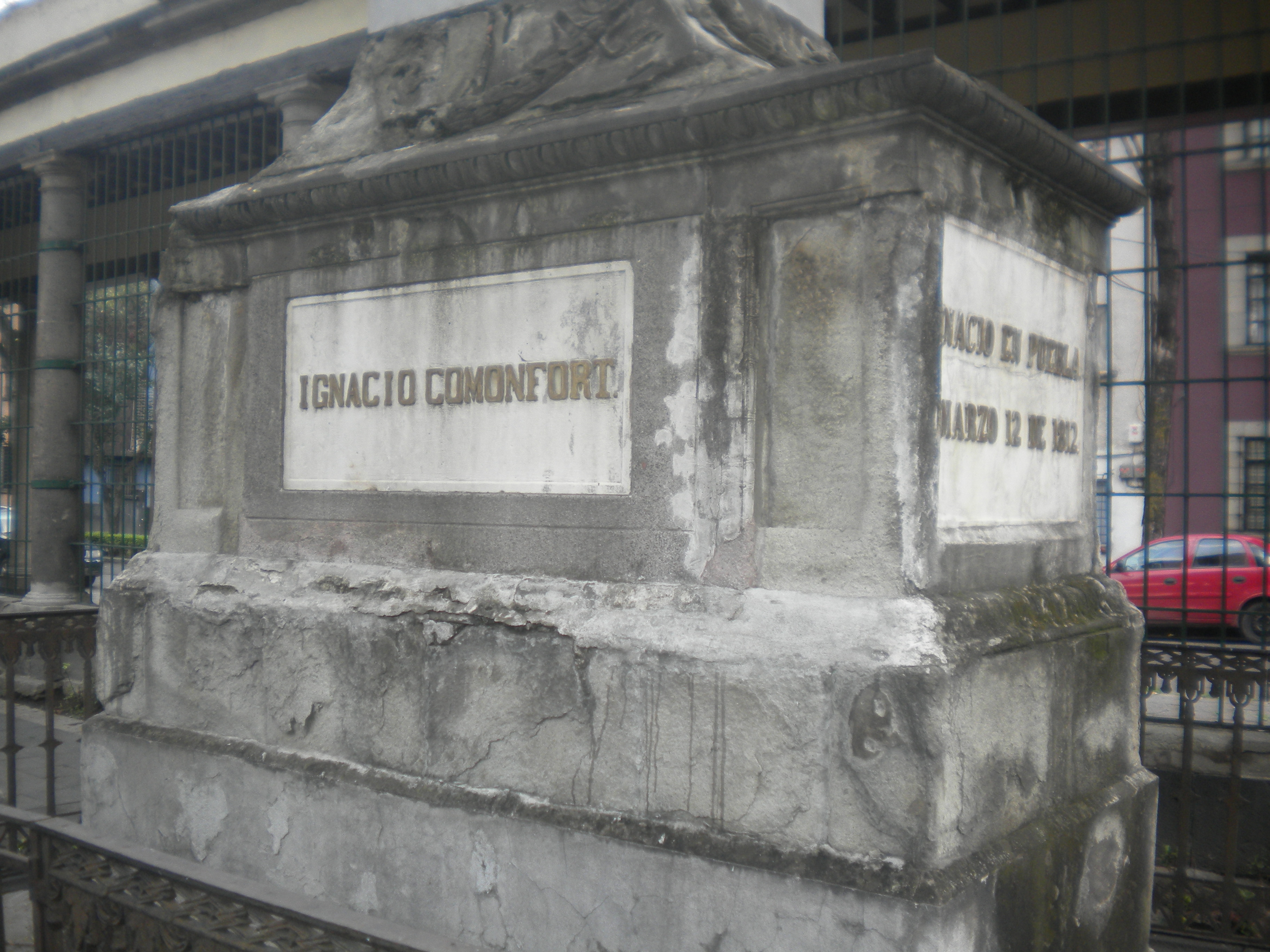
Sepulcro de Ignacio Comonfort

- José Joaquín de Herrera (1844, 1844-1845 y 1848-1851)
- Martín Carrera (1855)
- Vicente Guerrero (1829)[nota 2]
- Manuel de la Peña y Peña (1847, 1848)[nota 3]

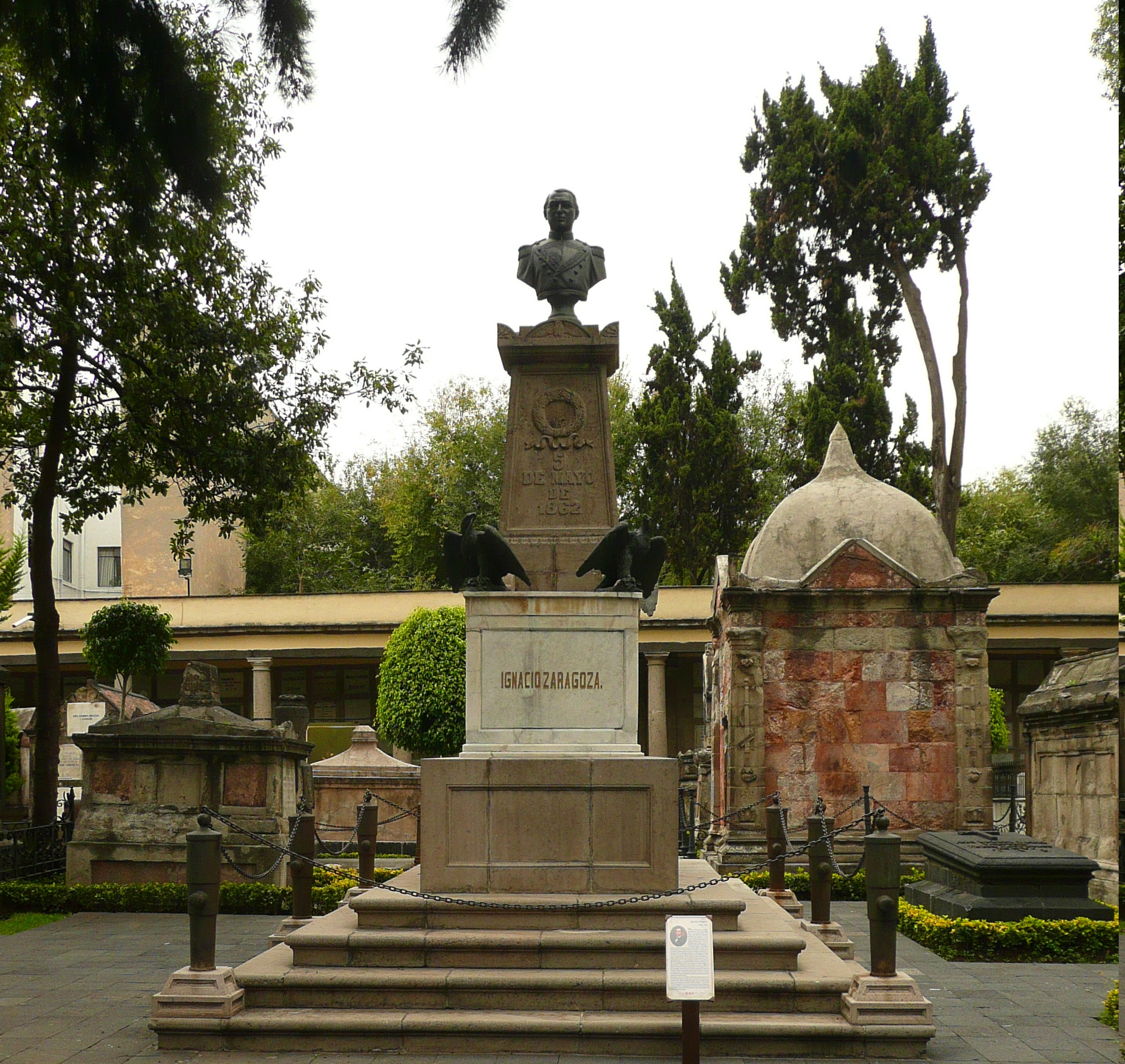
Vista frontal de la tumba vacía (ahora monumento) del general Ignacio Zaragoza.

- Ignacio Comonfort (1855-1858)

#### Secretarios de Estado
- José Morán y del Villar (ministro de guerra y marina en el gabinete del general Anastasio Bustamante)
- Ramón Tavera (ministro de guerra en el gabinete de Maximiliano)[nota 4]
- Mariano Otero (ministro de gobernación en el gabinete de José Joaquín de Herrera)[nota 5]
- Francisco Zarco Mateos (ministro de relaciones, en uno de los gabinetes de Benito Juárez)
- José Urbano Fonseca (ministro de justicia y relaciones, en el gobierno de Mariano Arista)[nota 6]
- José María Cortés y Esparza (ministro de gobernación durante el imperio de Maximiliano)
- Miguel Lerdo de Tejada del Corral (ministro de fomento durante el gobierno de Santa Anna y de hacienda en los de Comonfort y de Juárez)
- Lino José Alcorta (Guerra, Santa Anna)
- Ignacio Zaragoza Seguín (Guerra, Juárez)[nota 7]
- José Gil de Partearroyo (Guerra, Juárez, en 1860)
- José María Lafragua Ibarra (Relaciones, Gómez Farías; Gobernación, Comonfort; Relaciones, Juárez y Lerdo)
- José Bernardo Couto (Justicia, Herrera)[nota 8]

#### Gobernadores

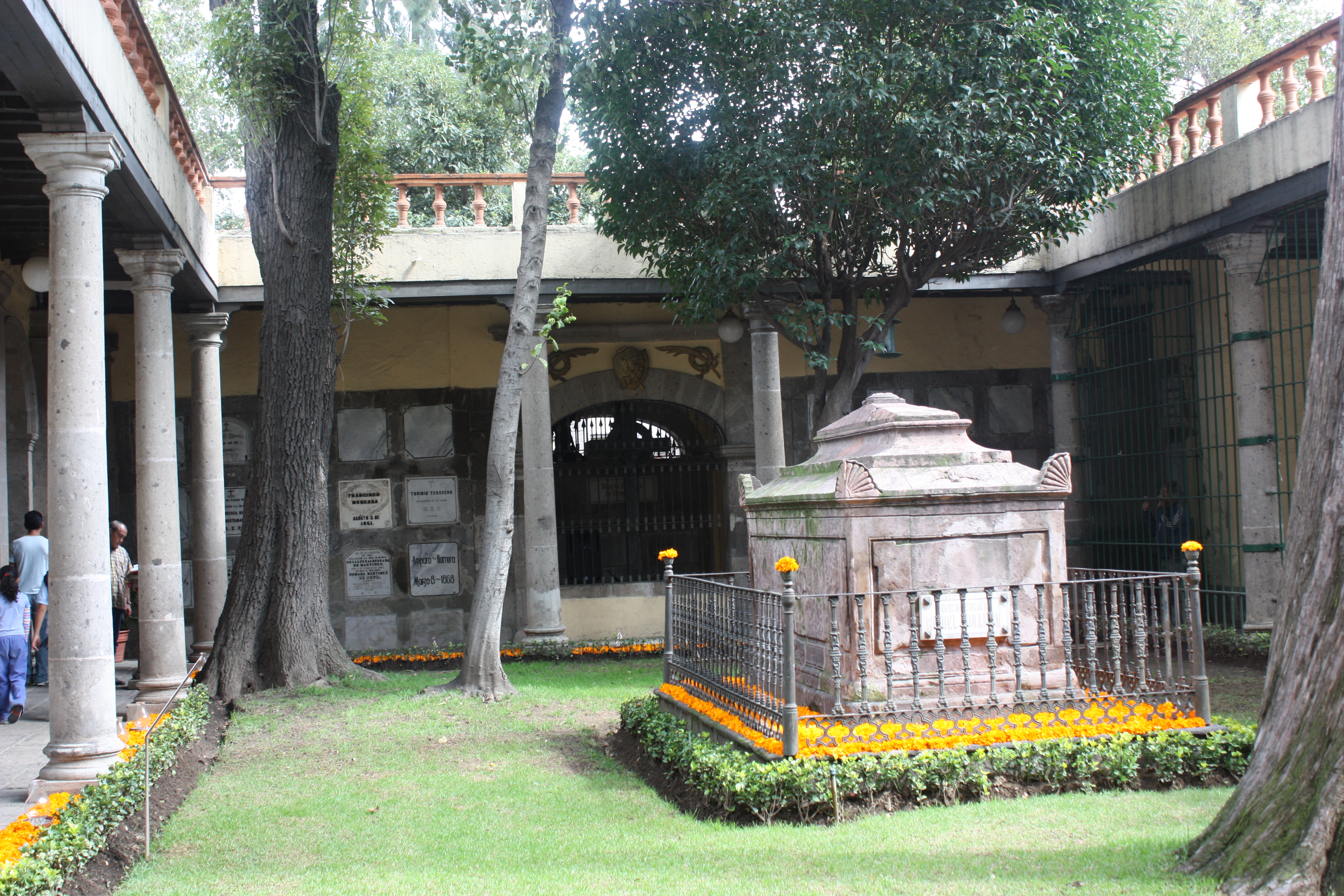
Tumba vacía de Miguel Miramón en la entrada al panteón, donde al fondo se aprecia la tumba de la hija de Vicente Guerrero y en la parte superior izquierda, el nicho de Luis G. Banuet.

- José María Arteaga (Querétaro, Jalisco; héroe de guerra en 1865)[nota 9]
- Carlos Salazar Ruiz (Michoacán; héroe de guerra en 1865.)
- Ignacio Inclán (Distrito Federal.)
- Domingo Ramírez de Arellano (Sonora; héroe de guerra en 1847)
- Pedro Ampudia y Grimorest (Nuevo León, Tabasco; héroe de guerra en 1842 y 1847)
- Juan C. Doria (Hidalgo; héroe de guerra en 1867)[nota 10]
- Francisco Modesto de Olaguíbel (Estado de México, combatió en 1847 contra los EE. UU.)*.
- Juan Bautista Traconis (Puebla; héroe de guerra en 1847)
- Gabino F. Bustamante (Distrito Federal)[nota 11]
- José María Jarero (Jalisco y Sonora; héroe de guerra en 1847)[nota 12]

#### Secretarios de Estado y Gobernadores
- Ignacio Trigueros (Hacienda, 1841-44; D.F.)[nota 13]
- Luis de la Rosa (Hacienda, Herrera; Justicia, Anaya; Relaciones, Peña y Peña y Comonfort; Puebla)[nota 14]
- Miguel María Arrioja (Relaciones, Álvarez; Puebla)
- Melchor Ocampo (Hacienda, Herrera; Relaciones, Álvarez; Gobernación, Hacienda y Relaciones, Juárez; Michoacán)[nota 3][nota 15]
- Anastasio Parrodi (Guerra, Juárez; Jalisco, Coahuila, D.F.)
- Jesús Terán Peredo (Gobernación, Comonfort; Hacienda, Justicia y Fomento, Relaciones, Juárez; Aguascalientes)[nota 16]
- Manuel Ruiz (Justicia, Comonfort y Juárez; Tamaulipas)
- Mariano Riva Palacio (Hacienda y Justicia, Arista; Estado de México)

### Otros militares
- Luis G. Banuet (participó en las batallas del Molino del Rey y Chapultepec)
- Bernardo de Miramón (Independencia, Plan de Casa Mata)
- Rómulo del Valle (Independencia, Guerra con EE. UU.)
- Leandro Valle (Rebelión de los Polkos, Guerra de Reforma)[nota 3]
- Tomás O'Horán y Escudero (Texas, Guerra de los Pasteles, Batalla Angostura - intervención norteamericana, intervención francesa)*
- Domingo de Alvarado (Batalla de Chapultepec)
- Santiago F. Xicoténcatl (Batalla de Chapultepec)[nota 17]
- Juan J. Holzinger (Texas, Batalla de Cerro Gordo)
- Pedro Vander Linden (Guerra con EE. UU.)
- Tomás Mejía Martina (Reforma, Intervención Francesa)

### Artistas
- Merced Morales (actor popular de las pastorelas del siglo XIX en México)
- Francisco González Bocanegra (poeta, autor de la letra Himno Nacional)[nota 3]
- Félix María Escalante (poeta, concursó por la letra del Himno Nacional)?
- Antonio Castro Montes de Oca (el actor cómico más afamado del siglo XIX en México)
- Joaquín Ramírez (pintor)
- Felipe Sojo (escultor y maestro de la Academia de San Carlos)*
- Constantino Escalante (el mejor caricaturista político del siglo XIX)*
- Henriette Sontag (soprano alemana, primera mujer en cantar el Himno Nacional mexicano en 1854)[nota 18]
- Joaquín Beristáin (músico)?
- Isadora Duncan (nicho en homenaje)[nota 19]

### Otros personajes ilustres
- Anselmo Zurutuza (Introductor de las diligencias en México)
- Isidoro Olvera (Presidente del Congreso Constituyente, 1857)
- Domingo Aramburu (Enfermero Mayor Hospital de Jesús, 1853)
- Anastasio Zerecero (Independencia, Ejército Trigarante, Historiador, Guerra con EE. UU., Guerra de Reforma)
- Juan de la Granja (Introductor del Telégrafo en México)
- Luis G. Chavarri (Ministro de la Suprema Corte)
- Mariano Esteva y Tamariz (Miembro del Congreso Constituyente de 1826)
- Mariano Esteva y Ulibarri (Síndico del Ayuntamiento de México, 1849)
- Carlos María de Bustamante (Independencia, periodista, historiador)*
- José Ignacio Durán de Huerta Gastelú y Segura (Fundador Conservatorio Nacional y Director Escuela Medicina).
- Manuel Morales Puente (Constituyente del 57 por el Distrito Federal.)
- Joaquín Fernández de Madrid y Canal (Obispo y Arcediano de Catedral, 1836)
- Andrés Fernández de Madrid (Deán de Catedral, 1829)[nota 1]
- Agustín Burguichani (Cuerpo Médico Militar en la Guerra con EE. UU., 1847)?

### Familiares de personas destacables

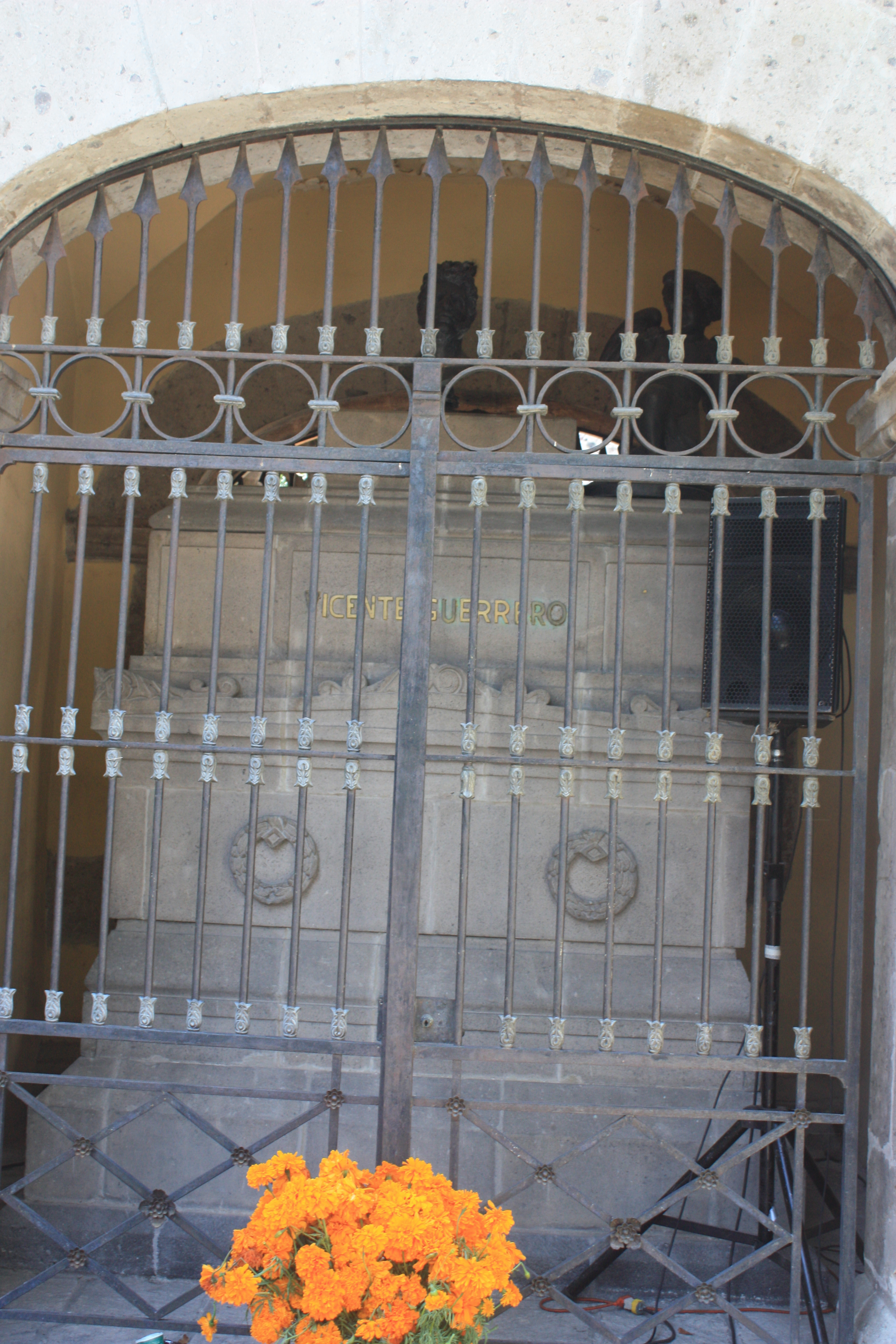
Sepulcro de Vicente Guerrero, donde también se encuentra su hija Dolores.

- Margarita Maza de Juárez (esposa de Benito Juárez)
- Rafaela Padilla de Zaragoza (esposa del Gral. Ignacio Zaragoza)[nota 7]
- Dolores Guerrero (hija de Vicente Guerrero y esposa de Mariano Riva Palacio)
- Dolores Escalante Fernández (prometida de José María Lafragua)

## Descripción
El panteón se ubica en el costado oriente de la iglesia de San Fernando, constando de tres patios, el más cercano al panteón es el más pequeño y a su centro se puede apreciar sola la tumba del Gral. Miguel Miramón mientras a sus costados norte y oriente varios nichos con sus placas frontales, resguardados por pasillos, en la pared oriente se aprecia la parte trasera de la tumba de Vicente Guerrero, quien tiene una cruz de madera y de la cual cuelga un ancla, al sur se aprecia la verja que limita con la calle y parque San Fernando (Antes la zona del atrio frontal), al poniente queda la sacristía de la iglesia que es usada actualmente como recinto administrativo y de servicios.
Pasando por una puesta en la pared norte del primer patio, se entra al principal, el cual está rodeado por el oriente, norte y poniente de nichos, con pasillos en los extremos, los cuales fueron cerrados para contener más nichos, es a su centro que se aprecian las tumbas de varios personajes, algunas resguarda dadas por estatuas, al centro del mismo se halla la tumba de Ignacio Zaragoza, mientras Benito Juárez y su esposa comparten la tumba más grande ubicada al costado nor-poniente la cual fue realizada por mandato de Porfirio Díaz en un estilo neoclásico, en el lado sur se encuentra la de Ignacio Comonfort colindando con la verja de hierro que da a la calle de San Fernando, al oriente se encuentran un pasillo que da al tercer patio, mismo que debió ser usado como extensión del mismo pero el cierre decretado en 1871 por Juárez dejó inconcluso el mismo, por su lado oriente se tiene la entrada principal a panteón que da a la calle de Héroes.
En 1927 apareció en la placa del nicho n.º 19 el nombre de Isadora Duncan bailarina clásica de fama mundial de quien nunca se tuvo noticia de estar relacionada con México o haber estado de visita en el país. Muerta en Niza, Francia, se considera que esta placa fue pintada por admiradores suyos, entre quienes se sospecha de Plutarco Elías Calles.

## Actualidad
San Fernando se mantuvo como uno de los monumentos más interesantes del Centro Histórico, al haber sido remodelado y convertido en un novedoso museo de sitio a partir del 31 de mayo de 2006, con los sismos de 2017 tanto el Panteón como la Iglesia tuvieron afectaciones que llevaron a su cierre para iniciar la restauración de los mismos. Actualmente, el Panteón de San Fernando se ha reabierto al público y se pueden hacer visitas guiadas, además de participar en eventos especiales.[cita requerida]